# Creedmoor (Texas)
Creedmoor é uma cidade localizada no estado norte-americano do Texas, no Condado de Travis.

## Demografia
Segundo o censo norte-americano de 2000, a sua população era de 211 habitantes.
Em 2006, foi estimada uma população de 190, um decréscimo de 21 (-10.0%).

## Geografia
De acordo com o United States Census Bureau tem uma área de 5,4 km², dos quais 5,4 km² cobertos por terra e 0,0 km² cobertos por água. Creedmoor localiza-se a aproximadamente 190 m acima do nível do mar.

## Localidades na vizinhança
O diagrama seguinte representa as localidades num raio de 12 km ao redor de Creedmoor.